# ウエスタンボウル
ウエスタンボウルは、2008年まで毎年12月に行われていた日本の学生アメリカンフットボールのボウルゲームである。

## 概要
九州学生連盟代表校と中四国学生連盟代表校が対戦する平和台ボウルの勝者が、関西学生連盟代表校と対戦していた。
本項では、九州代表と中四国代表が対戦する平和台ボウル、平和台ボウルの敗者が関西連盟の2部の代表校と対戦する交流戦黒田ボウルおよびオイスターボウル（平和台ボウルの敗者が九州学生連盟の場合は黒田ボウル、中四国学生連盟の場合はオイスターボウル）、九州学生リーグ2位と日本社会人九州連盟1位が対戦するプラムボウルについても述べる。

## ウエスタンボウルの概要
ウエスタンボウルは、1997年に第一回大会が開催され、平和台ボウルの勝者と、関西学生連盟1部リーグの6位校（2001年までは関西学生連盟の2位校）が対戦するボウルゲームである。正式名称は、西日本学生王者決定戦ウエスタンボウルである。ウエスタンボウルの会場は、平和台ボウルで九州代表が勝つか、中四国代表が勝つかで開催地が変わり、平和台ボウルで九州学生連盟が勝利した場合は、平和台陸上競技場などで、中四国学生連盟が勝利した場合は、広島広域公園第二球技場などで開催される。過去の成績は、九州、中四国連盟代表の0勝9敗で関西代表からは1勝も挙げておらず、ほとんどが関西連盟代表校が大差で勝利するゲームが続いている。これを受け、2002年度からは関西連盟が、関西6位校を派遣しているにもかかわらず、相変わらず大差のゲームが続いている。2005年度は広島広域公園第二球技場で行われ、近畿大学デビルスが愛媛大学ボンバーズを62-7で下した。ウエスタンボウルの過去の出場校は、九州学生代表は久留米大学、九州大学が、中四国学生代表は、山口大学、広島大学、愛媛大学が出場しており、また、関西連盟代表は京都大学、龍谷大学、同志社大学などが出場している。2009年には全国8連盟による全日本大学アメリカンフットボール選手権大会が開始されたために休止された。

## 平和台ボウル
九州学生連盟の代表校と中四国学生連盟の代表校が対戦する平和台ボウルは、1983年に西日本ボウルとして初開催され、1985年に平和台ボウルと名称変更し、現在に至る。正式名称は南日本学生王者決定戦平和台ボウルである。毎年11月に平和台陸上競技場で行われる。平和台ボウルは当初、横浜スタジアムなどで開催されていた北海道学生連盟代表と東北学生連盟代表が対戦する北日本学生王者決定戦パインボウルの勝者と対戦するアメリカンフットボール地区対抗王者決定戦への出場権が与えられていたが、1996年に廃止され、1997年から新たに、平和台ボウルの勝者が、ウエスタンボウルに出場する形になった。2009年には全日本大学選手権の初戦として開催されるようになり、勝者は東海学生連盟の代表校と北陸学生連盟の代表校の対戦の勝者と対戦する形に変更された。この2戦目の勝者が関西学生連盟の代表校と甲子園ボウルへの出場権を争う。

## 黒田ボウル
2002年に創設され、2003年に初開催された黒田ボウルは、平和台ボウルで九州学生連盟代表が敗退した場合に、関西学生連盟の2部Ａブロックの2位校（関西学生連盟の2部はＡ・Ｂの２ブロック）を迎えて行われるボウルゲームである。会場は平和台陸上競技場など仮に九州代表が平和台ボウルで勝利した場合、ウエスタンボウルが開催される会場で行われる。2005年度は平和台陸上競技場で行われ、九州大学が大阪学院大学に27-54で大敗を喫している。2003年に久留米大学が天理大学に7-21と2006年に九州大学が京都産業大学に7-27で好ゲームを繰り広げた以外は、黒田ボウルもウエスタンボウル同様、関西2部代表が大勝する試合が続いている。

## オイスターボウル
2002年に創設されたオイスターボウルは、平和台ボウルで中四国連盟代表が敗退した場合に、関西学生連盟の2部の2位校（黒田ボウル同様、2部の2位チームのどちらかの1校）を迎えて行われる。会場は、広島広域公園第二球技場など、仮に中四国代表が、平和台ボウルで勝利した場合に、ウエスタンボウルが行われる会場で行われる。このボウルゲームの名称は、広島県が日本国内で半分以上の生産量を占めるカキに由来する。オイスターボウルは、現時点では、愛媛大学が平和台ボウルで九州大学に敗退した2002年以外に開催されたことがない。2002年に県営広島スタジアムで開催された試合では、愛媛大学が龍谷大学に14-56の大敗を喫している。

## プラムボウル
1984年（1983年の学生と社会人それぞれの代表校が出場）に第一回大会が平和台球場で開催されたプラムボウルは、九州学生連盟2位校と日本社会人九州連盟優勝チームが対戦する。正式名称はアメリカンフットボール九州王者決定戦プラムボウルである。2005年度は、東平尾公園博多の森球技場で日本社会人九州連盟代表のオクトーバーベアーズが、西南学院大学に36-7で大勝した。